# Лукас Торро
Лукас Торро (ісп. Lucas Torró, нар. 19 липня 1994, Косентайна) — іспанський футболіст, півзахисник клубу «Осасуна».

## Клубна кар'єра
Народився 19 липня 1994 року в місті Косентайна. Вихованець ряду юнацьких іспанських команд, останньою з яких стало «Алькояно». 20 січня 2012 року в матчі проти «Альмерії» він дебютував за першу команду у Сегунді. 23 травня він з'явився у своєму другому і останньому матчі за клуб, вийшовши на заміну у грі з «Еркулесом», але до кінця гри встиг відзначитись вилученням.
У серпні того ж року Лукас за 100 тис. євро перейшов до складу мадридського «Реала», ставши найдорожчим продажем в історії «Алькояно». У складі «вершкових» Торро спочатку грав за молодіжну команду, а з середини сезону для отримання ігрової практики почав виступати за команду дублерів, «Реал Кастілья», зігравши за нього понад 50 матчів у другому та третьому іспанському дивізіонах.
18 липня 2016 року Торро на правах оренди перейшов в «Ов'єдо». 21 серпня в матчі проти «Реал Вальядолід» він дебютував за нову команду. 18 вересня в поєдинку проти «Хетафе» Лукас забив свій перший гол за «Ов'єдо». Загалом за сезон зіграв 40 ігор за клуб, після чого його контракт з «Реалом» закінчився і він покинув клуб.
6 липня 2017 року Торро у статусі вільного агента перейшов в «Осасуну», що саме вилетіла до Сегунди. У цій команді Торро також був основним гравцем, але не зумів повернути команду в Прімеру і 2 липня 2018 року за 1,75 мільйона євро перейшов у німецький «Айнтрахт». 11 серпня 2018 року Торро дебютував за клуб у матчі на Суперкубок Німеччини, який був програний «Баварії» 0:5, а вже 25 серпня в матчі проти «Фрайбурга» він дебютував у Бундеслізі. У поєдинку Ліги Європи проти марсельського «Олімпіка» Лукас забив свій перший гол за «Айнтрахт». Станом на 11 грудня 2018 року відіграв за франкфуртський клуб 5 матчів в національному чемпіонаті.

## Виступи за збірну
2013 року у складі юнацької збірної Іспанії до 19 років був учасником юнацького чемпіонату Європи, на якому взяв участь у 3 іграх і став півфіналістом змагання.

## Статистика виступів

### Статистика клубних виступів
| Сезон                            | Команда                          | Чемпіонат                        | Чемпіонат | Чемпіонат | Національний кубок | Національний кубок | Національний кубок | Континентальні кубки | Континентальні кубки | Континентальні кубки | Інші змагання | Інші змагання | Інші змагання | Усього | Усього | Усього |
| Сезон                            | Команда                          | Ліга                             | Ігор      | Голів     | Ліга               | Ігор               | Голів              | Ліга                 | Ігор                 | Голів                | Ліга          | Ігор          | Голів         | Ігор   | Голів  |        |
| -------------------------------- | -------------------------------- | -------------------------------- | --------- | --------- | ------------------ | ------------------ | ------------------ | -------------------- | -------------------- | -------------------- | ------------- | ------------- | ------------- | ------ | ------ | ------ |
| 2011–12                          | «Алькояно»                       | СД (ІІ)                          | 2         | 0         | КІ                 | 0                  | 0                  |                      | -                    | -                    |               | -             | -             | 2      | 0      |        |
| 2013–14                          | «Реал Мадрид Кастілья»           | СД (ІІ)                          | 18        | 0         |                    | -                  | -                  |                      | -                    | -                    |               | -             | -             | 18     | 0      |        |
| 2014–15                          | «Реал Мадрид Кастілья»           | СДБ (ІІІ)                        | 24        | 1         |                    | -                  | -                  |                      | -                    | -                    |               | -             | -             | 24     | 1      |        |
| 2015–16                          | «Реал Мадрид Кастілья»           | СДБ (ІІІ)                        | 10        | 0         |                    | -                  | -                  |                      | -                    | -                    |               | -             | -             | 10     | 0      |        |
| Усього за «Реал Мадрид Кастілья» | Усього за «Реал Мадрид Кастілья» | Усього за «Реал Мадрид Кастілья» | 52        | 1         |                    | -                  | -                  |                      | -                    | -                    |               | -             | -             | 52     | 1      |        |
| 2016–17                          | «Реал Ов'єдо»                    | СД (ІІ)                          | 39        | 1         | КІ                 | 1                  | 0                  |                      | -                    | -                    |               | -             | -             | 40     | 1      |        |
| Усього за кар'єру                | Усього за кар'єру                | Усього за кар'єру                | 93        | 2         |                    | 1                  | 0                  |                      | -                    | -                    |               | -             | -             | 94     | 2      |        |